# Браун, Айодеджи
Айодеджи Браун (англ. Ayodeji Brown; 12 сентября 1988, Зариа, Нигерия) — нигерийский футболист, защитник.

## Биография

### Клубная карьера
Выступал за команду «JC Raiders», вместе с командой в стал обладателем Кубка Нигерии в 2007 году. Также играл за команды «Энугу Рейнджерс», команду нигерийского портового управления и «Гейтэвей». В «Гейтэвейе» Айодеджи играл в качестве капитана команды.
Летом 2010 года прибыл на просмотр в симферопольскую «Таврию» и вскоре с клубом подписан годичный контракт. Но вовремя его заявить не смогли, поэтому он не мог играть за «Таврию» в первой половине сезона 2010/11. В Премьер-лиге Украины провёл всего один матч 20 марта 2011 года в выездном матче против запорожского «Металлурга» (2:2). В молодёжном первенстве Украины провёл 8 матчей, в которых получил 2 жёлтых карточки. В июне 2011 года по взаимному согласию с клубом расторг контракт и получил статус свободного агента.
С 2012 по 2013 год выступал за иракский клуб «Наджаф».

### Карьера в сборной
Выступал за юношеские сборные Нигерии разных возрастов. Айодеджи Браун участвовал на молодёжном чемпионате мира 2007 в Канаде. На турнире он провёл всего 1 матч, против Японии (0:0). Нигерия по итогам турнира дошла до четвертьфинала.

## Достижения
- Обладатель Кубка Нигерии: 2007